# 3895 Earhart
3895 Earhart è un asteroide della fascia principale del diametro medio di circa 10,94 km. Scoperto nel 1987, presenta un'orbita caratterizzata da un semiasse maggiore pari a 2,3504934 UA e da un'eccentricità di 0,1819815, inclinata di 24,37577° rispetto all'eclittica.